# چت (مجله)
چت (به انگلیسی: Chat (magazine)) یک مجله هفتگی زنان بریتانیایی است که توسط کمپانی فیوچر پی‌ال‌سی منتشر می‌شود.

## تاریخچه و مشخصات
چت در سال ۱۹۸۵ راه اندازی شد. این مجله شامل موضوعاتی هفتگی مانند: اوه… ترسناک! و غم حقیقت، ستاره‌های شما، آه بچه‌ها، برای چت بنویسید، بلیمی! این هوشمندانه است، در تلویزیون و در میان دیگران می‌باشد. این مجله علاوه بر آن موضوع‌هایی شامل جدول‌هایی مانند سودوکو، جدول کلمات متقاطع، جستجوی کلمه یا کلمات پیکان است. در واقع این مجله یک مجله اسپین آف یا مشتقی از موضوعات را منتشر می‌کند که به جدول کلمات متقاطع اختصاص دارد. ویرایشگر این مجله پل مریل است، و بیشتر داستان‌های زندگی واقعی را می‌نویسد.
عبارت چت مجله برای افزودن یک اصطلاح جمعی برای توصیف مجلات هفتگی، ارزان قیمت و معمولی است که زنان از آن استفاده می‌کنند و به فروش می‌رسد، آنچنان‌که عبارت «فهرست مجلات مردان» برای توصیف دسته مشابهی از مجلات مردانه استفاده می‌شود.

## پذیرش و گردش
شمارگان مجله چت از ژانویه تا دسامبر سال۲۰۲۲، ۱۲۶۳۹۹ نسخه بود.